# Hacienda Monte San Miguel
La Hacienda Monte San Miguel es una finca situada en el municipio español de Aracena, en la provincia de Huelva (Andalucía). Los edificios principales del complejo fueron levantados a comienzos del siglo XX por encargo del marqués de Aracena al arquitecto Aníbal González.

## Características
El conjunto arquitectónico se encuentra situado en una finca cercana a Aracena y está compuesto por un grupo de edificaciones de distinto tipo, organizadas alrededor de un patio rectangular empedrado de guijarros con formas geométricas. De forma jerarquizada, por un lado se sitúa la casa señorial y de otro el resto de inmuebles dedicados al alojamiento del personal de servicio o a labores de la propia finca. La casa señorial ha sufrido diversas reformas desde que se levantara el edificio original en 1910, datando la última intervención de 1925. Todo el complejo es obra de Aníbal González.
El conjunto combina los estilos arquitectónicos neomudéjar, inglés y portugués, si bien «el lenguaje neomudéjar empleado se hace más complicado con la introducción de portadas con tejaroz, espadañas, cubiertas vidriadas a dos y cuatro aguas, paños de sebka o remates de chimenea».